# Baranów (gmina w województwie wielkopolskim)
Baranów (do 1954 gmina Kępno-Południe) – gmina wiejska w województwie wielkopolskim, w powiecie kępińskim. W latach 1975–1998 gmina położona była w województwie kaliskim.
Siedziba władz gminy to Baranów.
Według danych z 30 czerwca 2004 gminę zamieszkiwało 7425 osób.

## Struktura powierzchni
Według danych z roku 2002 gmina Baranów ma obszar 74,31 km², w tym:
- użytki rolne: 82%
- użytki leśne: 11%

Gmina stanowi 12,21% powierzchni powiatu.

## Demografia

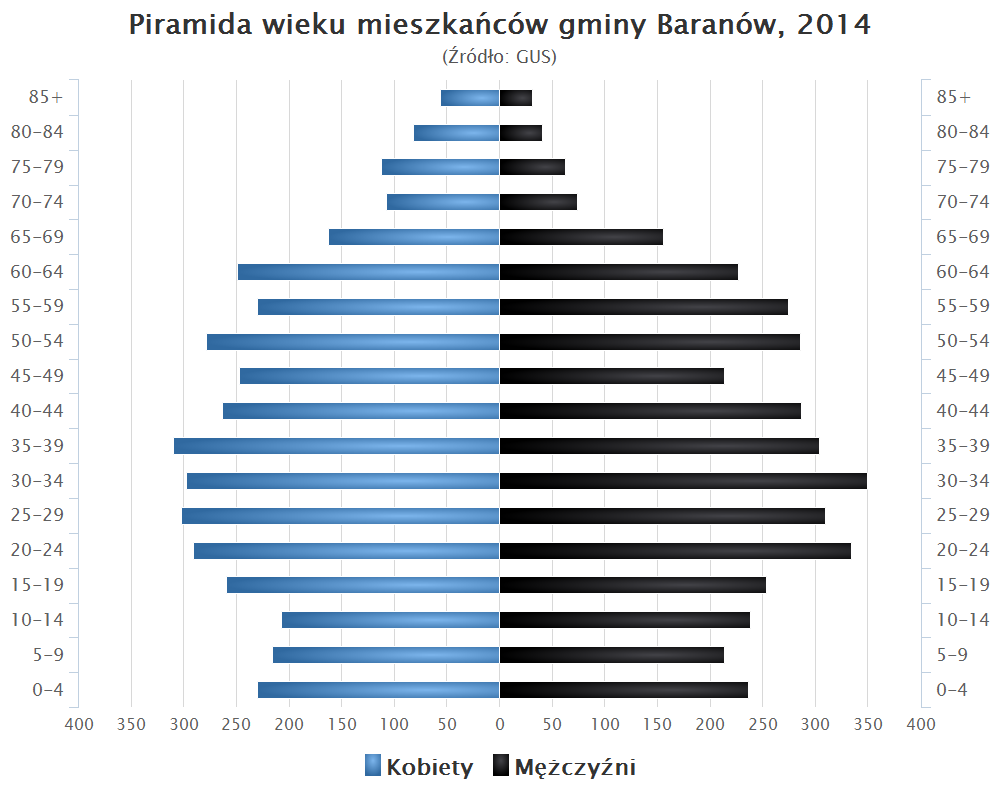
Piramida wieku mieszkańców gminy Baranów w 2014 roku

Dane z 30 czerwca 2004:
| Opis                              | Ogółem | Ogółem | Kobiety | Kobiety | Mężczyźni | Mężczyźni |
| --------------------------------- | ------ | ------ | ------- | ------- | --------- | --------- |
| jednostka                         | osób   | %      | osób    | %       | osób      | %         |
| populacja                         | 7425   | 100    | 3713    | 50      | 3712      | 50        |
| gęstość zaludnienia (mieszk./km²) | 99,9   | 99,9   | 50      | 50      | 50        | 50        |

## Sołectwa
Baranów, Baranów os. Murator, Donaborów, Grębanin, Jankowy, Joanka, Łęka Mroczeńska, Marianka Mroczeńska, Mroczeń, Słupia pod Kępnem, Żurawiniec.

## Miejscowości niesołeckie
Feliksów, Młynarka

## Sąsiednie gminy
Bralin, Kępno, Łęka Opatowska, Rychtal, Trzcinica, Wieruszów

## Inne informacje
W drugich wyborach prezydenckich w 2020 roku, w związku z trwającą pandemią COVID-19, Państwowa Komisja Wyborcza zarządziła na terenie gminy Baranów głosowanie wyłącznie korespondencyjne.

## Miasta partnerskie
- Niemcy Ihlow
- Węgry Zalahaláp
- Węgry Tiszanána